# Aporum acinaciforme
Aporum acinaciforme é uma espécie de orquídea epífita de hábito pendente e flores pequenas, que habita de Arunachal Pradesh à Malásia.